# Florentino Castro López
Florentino Castro López (Guasave, Sinaloa; 20 de junio de 1949) es un político mexicano, miembro del Partido Revolucionario Institucional. Ha ocupado varios cargos públicos, entre los que están dos veces diputado federal y director general del Instituto de Seguridad y Servicios Sociales de los Trabajadores del Estado en 2018.

## Biografía
Es licenciado en Derecho egresado de la Universidad Autónoma de Sinaloa. Ha ejercido como docente en esta misma institución, además de la Benemérita Universidad Autónoma de Puebla, la Universidad Autónoma del Estado de Hidalgo, el Instituto Tecnológico Autónomo de México, el Centro Interamericano de Estudios de Seguridad Social y la Universidad Iberoamericana.
En 1965 fue director del Instituto Poblano de Antropología e Historia y en 1970 fue director del Centro Regional Puebla-Tlaxcala. Es miembro activo del PRI desde 1973, siendo integrante de la Confederación Nacional de Organizaciones Populares (CNOP). En 1975 ingresa a laborar en la Constructora Nacional de Carros de Ferrocarril, donde entre 1975 y 1976 ocupa el cargo de subgerente de Relaciones Laborales y de 1976 a 1977 de gerente de Relaciones Industriales. En 1977 ocupó el cargo de director de Monumentos Históricos del Departamento del Distrito Federal.
En 1977 pasó a la iniciativa privada, fungiendo entre ese año y 1978 como gerente de Relaciones Industriales de Renault de México y de 1978 a 1982 como director de Relaciones Indistriales de DINA Camiones. Tras estos cargos, regresó al servicio público en 1983, donde fue nombrado subdelegado de Desarrollo Social en la Delegación Álvaro Obregón, hasta incorporarse al Instituto Mexicano del Seguro Social (IMSS) donde fue de 1983 a 1985 delegado en el estado de Hidalgo, de 1985 a 1986 jefe de servicios de seguridad en el trabajo y de 1987 a 1988 jefe de servicios de orientación, quejas y seguridad en el trabajo.
En 1988 se integra al Departamento del Distrito Federal, encabezado a partir de ese año por Manuel Camacho Solís, quien lo nombra director general de Acción Cívica y Turística hasta 1990, y de ese año a 1994 como delegado en Iztapalapa. Renunció a dicho cargo para ser postulado candidato del PRI a diputado federal por el Distrito 40 del Distrito Federal, fue elegido a la LVI Legislatura que concluyó en 1997.
Al concluir su periodo legislativo, de 1997 a 1999 fue subprocurador de Verificación y Vigilancia de la Procuraduría Federal del Consumidor siendo titular de la misma Roberto Campa Cifrián. En 1999 fue coordinador de la precampaña de Campa por la candidatura del PRI a Jefe de Gobierno del Distrito Federal, y del mismo año a 2000 fue coordinador general de las campañas electorales del PRI en el Distrito Federal. 
En el mismo 2000 resultó elegido por segunda ocasión diputado federal, en esta ocasión por el principio de Representación propocional a la LVIII Legislatura que concluyó en 2003 y en la cual fue integrante de las comisiones de Cultura; de Hacienda y Crédito Público; y, de Vigilancia de la Auditoría Superior de la Federación; así como del Comité del Centro de Estudios de las Finanzas Públicas, y de la Junta de Apoyo Administrativo.
Tras este cargo retornó a su estado natal, donde se integró en la campaña a la gubertura de Jesús Aguilar Padilla y ocupó la titularidad de la Fundación Colosio del PRI. El 1 de enero de 2005 asumió como gobernador de Sinaloa Aguilar Padilla, quien lo designó a partir de dicha fecha y hasta 2008 como secretario de Contraloría y Desarrollo Administrativo de su gobierno, y de 2008 y hasta el fin de su gobierno en 2010 como secretario de Educación Pública y Cultura. Siendo secretario de Educación fue sancionado por el Tribunal Electoral de Sinaloa por haber intervenido en el proceso electoral de 2010, y luego fue coordinador de la campaña del candidato a gobernador del PRI, Jesús Vizcarra Calderón. En 2012 al iniciar el gobierno de Enrique Peña Nieto, es nombrado como director de Delegaciones y luego de 2013 a 2018 como director de Prestaciones Económicas, Sociales y Culturales del ISSSTE por su director Sebastián Lerdo de Tejada Covarrubias y permaneciendo en el cargo son su sucesor, José Reyes Baeza Terrazas.
En 2018 asumió brevemente el cargo de subsecretario de Empleo y Productividad Laboral de la Secretaría del Trabajo y Previsión Social cuando Roberto Campa Cifrián fue nombrado su titular a partir del 31 de enero, pero el 14 de febrero del mismo año retornó al ISSSTE como director general por nombramiento del presidente Peña Nieto, permaneciendo en el cargo hasta el 30 de noviembre de 2018 con el fin de su gobierno.